# UPT Batang Pane I
UPT Batang Pane I is een bestuurslaag in het regentschap Padang Lawas Utara van de provincie Noord-Sumatra, Indonesië. UPT Batang Pane I telt 2087 inwoners (volkstelling 2010).